# Glen or Glenda
Glen or Glenda (prt: Glen ou Glenda) é um filme americano de 1953 do gênero exploitation em tom de documentário, escrito e dirigido por Ed Wood, com participação do famoso ator Bela Lugosi em fim de carreira e de Dolores Fuller.

## Elenco
- Bela Lugosi...O cientista
- Lyle Talbot...Inspetor Warren
- Timothy Farrell...Dr. Alton / Narrador
- Dolores Fuller...Barbara
- Edward D. Wood Jr....Glen / Glenda
- Tommy' Haynes...Alan / Anne
- Charles Crafts...Johnny

## Sinopse
Na primeira parte do filme o narrador chamado de "O Cientista" aparece fazendo comentários sobre a Humanidade. Logo a seguir o Inspetor Warren encontra o cadáver de uma travesti suicida chamada Patrick/Patricia. Ele então procura o Dr. Alton, perito nesses casos, que lhe conta a história de Glen/Glenda. Alton explica que Glen, apesar de se travestir, não era homossexual. Estava noivo e seu dilema era contar à sua namorada Barbara sobre a sua "mania".
Na segunda parte, o Dr. Anton conta a história de Alan/Anne, um homem que desejava ser mulher e que conseguiu mudar pela cirurgia, favorecida por ser uma pseudo-hermafrodita.

## Lançamento

### Portugal
O filme estreou diretamente na RTP2 a 6 de outubro de 1997.